# دانيال ويبر (ممثل)
دانيال ويبر (بالإنجليزية: Daniel Webber)‏ (مواليد 28 يونيو 1988) هو ممثل أسترالي. اشتهر بتمثيله دور المغني الرئيسي في فرقة موتلي كرو في فيلم ذا ديرت، ودور لي هارفي أوزوالد في مسلسل الإثارة 11.22.63، كما اشتهر في مسلسل المعاقب.

## روابط خارجية
- دانيال ويبر على موقع IMDb (الإنجليزية)
- دانيال ويبر على موقع ألو سيني (الفرنسية)
- دانيال ويبر على موقع قاعدة بيانات الفيلم (الإنجليزية)
- دانيال ويبر على موقع كينوبويسك (الروسية)